# Le ravissement
Le ravissement (dt.: „Das Entzücken“, internationaler Titel: The Rapture) ist ein französischer Spielfilm von Iris Kaltenbäck aus dem Jahr 2023. Das Drama stellt eine Hebamme in den Mittelpunkt, die das neugeborene Kind ihrer besten Freundin als das eigene ausgibt. Die Hauptrolle übernahm Hafsia Herzi. Das Werk wurde im Mai 2023 im Rahmen des Filmfestivals von Cannes uraufgeführt.

## Handlung
Die 30-jährige Lydia verdient sich als Hebamme ihren Lebensunterhalt. Während ihr im Beruf großer Erfolg beschieden ist, hat sie im Privatleben weniger Glück – erneut ist eine Beziehung von ihr in die Brüche gegangen. Zur selben Zeit erfährt Lydia von ihrer besten Freundin Salomé, dass diese schwanger ist. Auch wird sie darum gebeten, die Schwangerschaft zu begleiten und Salomés Kind auf die Welt zu bringen. Als Lydia eines Tages nach der Geburt allein mit Salomés Baby Zeit verbringt, begegnet ihr Milo, ein früherer One-Night-Stand. Daraufhin gibt sie Salomés Kind als ihr eigenes aus. Auch sagt sie Milo, dass er der leibliche Vater sei. Zunächst ist Milo misstrauisch, geht aber dann voll in seiner neuen Vaterrolle auf. Lydia ist bemüht, die Lüge aufrechtzuerhalten.

## Hintergrund

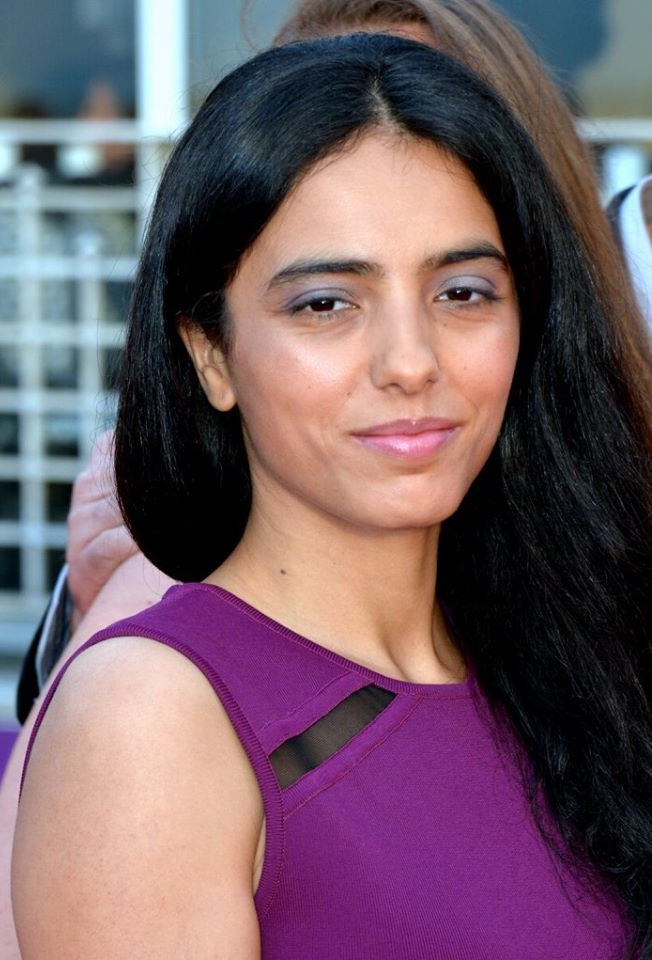
Hauptdarstellerin Hafsia Herzi (2018)

Le ravissement ist das Spielfilmdebüt der preisgekrönten französischen Kurzfilmregisseurin Iris Kaltenbäck, die auch das Drehbuch verfasste. Für die Hauptrolle der Lydia wurde Hafsia Herzi verpflichtet. Zum weiteren Schauspielensemble zählten Alexis Manenti, Nina Meurisse und Younès Boucif. Die Dreharbeiten begannen ab Mitte Oktober 2022 und fanden in den Regionen Île-de-France und Normandie statt. Die sechswöchigen Dreharbeiten mit Marine Atlan als Kamerafrau wurden Ende November desselben Jahres beendet. Als Editoren fungierten Suzana Pedro und Pierre Deschamps.
Als Produzenten für den Film zeichneten Alice Bloch (Marianne Productions) und Thierry de Clermont-Tonnerre (MACT Productions). Als Koproduzent trat das Unternehmen JPG Films in Erscheinung. Die Vorverkaufsrechte für eine Fernsehausstrahlung sicherten sich Canal+ und Ciné+. Finanziell unterstützt wurde das Projekt von den Regionen Île-de-France und Normandie, der Cineventure Sofica und dem BNP Paribas Pictures Fund.

## Veröffentlichung
Die Premiere von Le ravissement fand im Mai 2023 im Rahmen der Filmfestspielen von Cannes statt, wo der Film in die Nebensektion Semaine de la critique aufgenommen wurde und den Prix SACD gewann.
Der reguläre Kinostart in Frankreich erfolgte am 11. Oktober 2023 im Verleih von Diaphana Distribution. Um die Internationalen Verwertungsrechte kümmert sich die Gesellschaft Be for Films.

## Auszeichnungen
Mit seiner Aufnahme in die Sektion Semaine de la critique war Le ravissement automatisch für deren Hauptpreis sowie als Regiedebüt für die Caméra d’Or nominiert.